# Fort Madison (Iowa)
Fort Madison – miasto w Stanach Zjednoczonych, w stanie Iowa, siedziba hrabstwie Lee. W 2000 liczyło 10 715 mieszkańców.

## Współpraca
- Prüm, Niemcy